# Centropomus ensiferus
Centropomus ensiferus es una especie de pez del género Centropomus, familia Centropomidae, orden Perciformes. Fue descrita científicamente por Poey en 1860.
Es una especie inofensiva para el ser humano, poco comercializada en pesquerías. Se alimenta de pequeños peces y crustáceos.

## Descripción
La longitud total es de 36,2 centímetros. Puede alcanzar un peso máximo de un kilogramo.

## Distribución y hábitat
Se distribuye por el Atlántico occidental: sur de Florida, Estados Unidos, Antillas Mayores y Menores, y costas continentales del Caribe de América Central y del Sur, extendiéndose hasta Río de Janeiro, Brasil. Habita en aguas costeras, estuarios y lagunas, penetrando en aguas dulces donde puede alcanzar los 22 metros de profundidad.